# Сожжение Колона
Сожжение Колона (англ. Burning of Colon) — эпизод колумбийской гражданской войны 1884—1885 годов, послуживший началу Панамского кризиса.

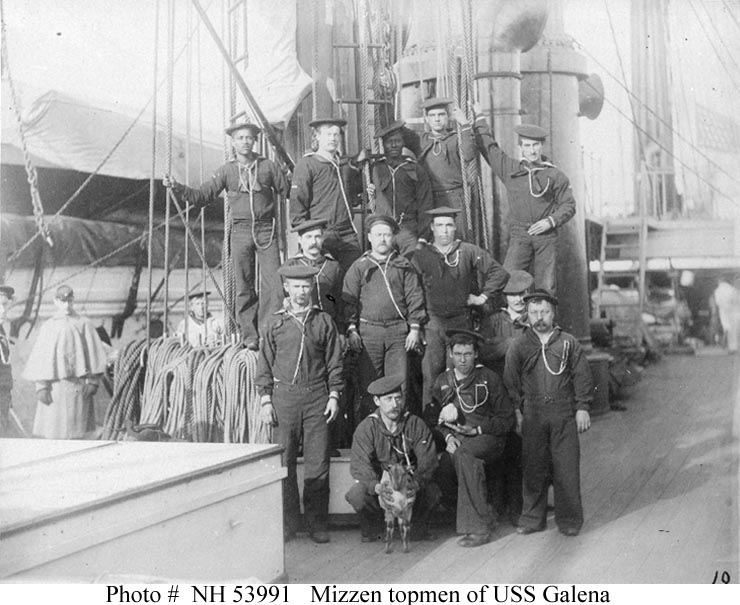
Моряки «Галены»

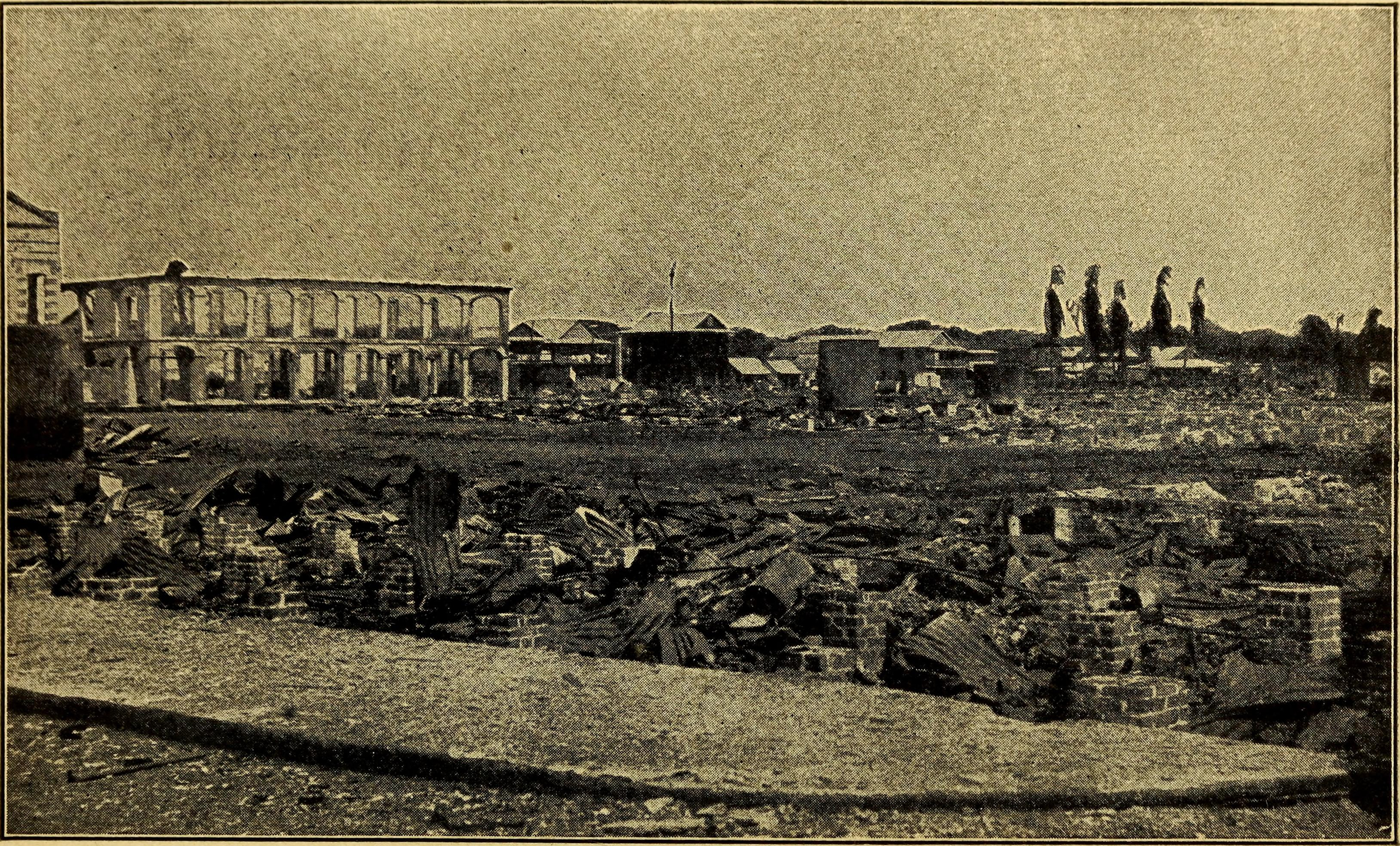
Город после пожара

## Ход событий
В 1885 году в Соединённых Штатах Колумбии, которым тогда принадлежал Панамский перешеек, шла очередная гражданская война. 16 марта в Колон вошёл отряд повстанцев под предводительством Педро Престана, который ожидал прибытия груза оружия на американском пароходе «Колон», принадлежавшем Pacific Mail Steamship Company. 26 марта капитан Джон М. Доу, представлявший компанию в Колоне, получил письмо от властей Суверенного штата Панама, информирующего его о строгом запрете на выгрузку любого оружия, предназначенного для повстанцев. На следующий день он получил ещё одно письмо, в котором ему рекомендовалось взять на себя всю полноту власти в военных и гражданских вопросах, и указывалось, чтобы при попытках забрать оружие с «Колона» он обращался за помощью к присутствующим американским или французским военно-морским силам. Затем Доу получил сообщение от американского консула о том, что нельзя допускать выгрузки никакого оружия без разрешения консульства, либо капитана находившегося в тот момент в Колоне американского военного парохода «Галена» Джеймса О’Кейна. Таким образом, когда 29 марта «Колон» прибыл в Колон, капитан Доу принял командование на себя и запретил выгружать что-либо на берег. Это разъярило Престана, пришедшего за грузом, и он арестовал Доу и ещё трёх человек, одним из которых был лейтенант ВМФ США.
Когда капитан О’Кейн узнал об инциденте, начались переговоры между двумя сторонами. Престан требовал своё оружие, а О’Кейн требовал освобождения граждан США. Силы повстанцев составляли около 100 человек, 20 из которых постоянно сопровождали Престана и укрепились в городе, а остальные заняли позиции за пределами города. У повстанцев была устаревшая пушка, и они угрожали открыть огонь по «Галене», если тот приблизится к берегу. Престан также заявил, что если его вынудят уйти, то он уничтожит город динамитом.
В итоге консул Райт приказал выгрузить оружие, так как это оставалось единственным способом освобождения заложников. Однако, пока О’Кейн вёл переговоры, к городу подошли части колумбийской армии. В ходе начавшегося боя город загорелся; впоследствии Престана обвиняли в том, что он специально отдал приказ о поджоге города.
Когда повстанцы были уничтожены, по просьбе колумбийского правительства на землю сошла сотня моряков и морских пехотинцев с «Галены», а затем было выгружено ещё 600 человек и 2 орудия с подошедшего несколькими днями спустя американского пароходофрегата «Теннесси»; командование над американскими силами принял контр-адмирал Джеймс Эдвард Джоуэтт. Однако, несмотря на все усилия, огонь быстро распространялся. Колон горел несколько дней, и американские войска были вынуждены в итоге удалиться, оказавшись не в состоянии спасти город. Среди американцев или других иностранных подданных пострадавших не было; в ходе боевых действий и последовавшего пожара погибло 18 граждан Соединённых Штатов Колумбии, многие были ранены или пострадали от огня.